# Zoroastrism i Sverige
Zoroastrismen i Sverige har omkring 350 aktiva anhängare, de flesta med iransk invandrarbakgrund. Totalt antas det att finnas omkring 1500 födda zoroastrier i Sverige.

## Historia

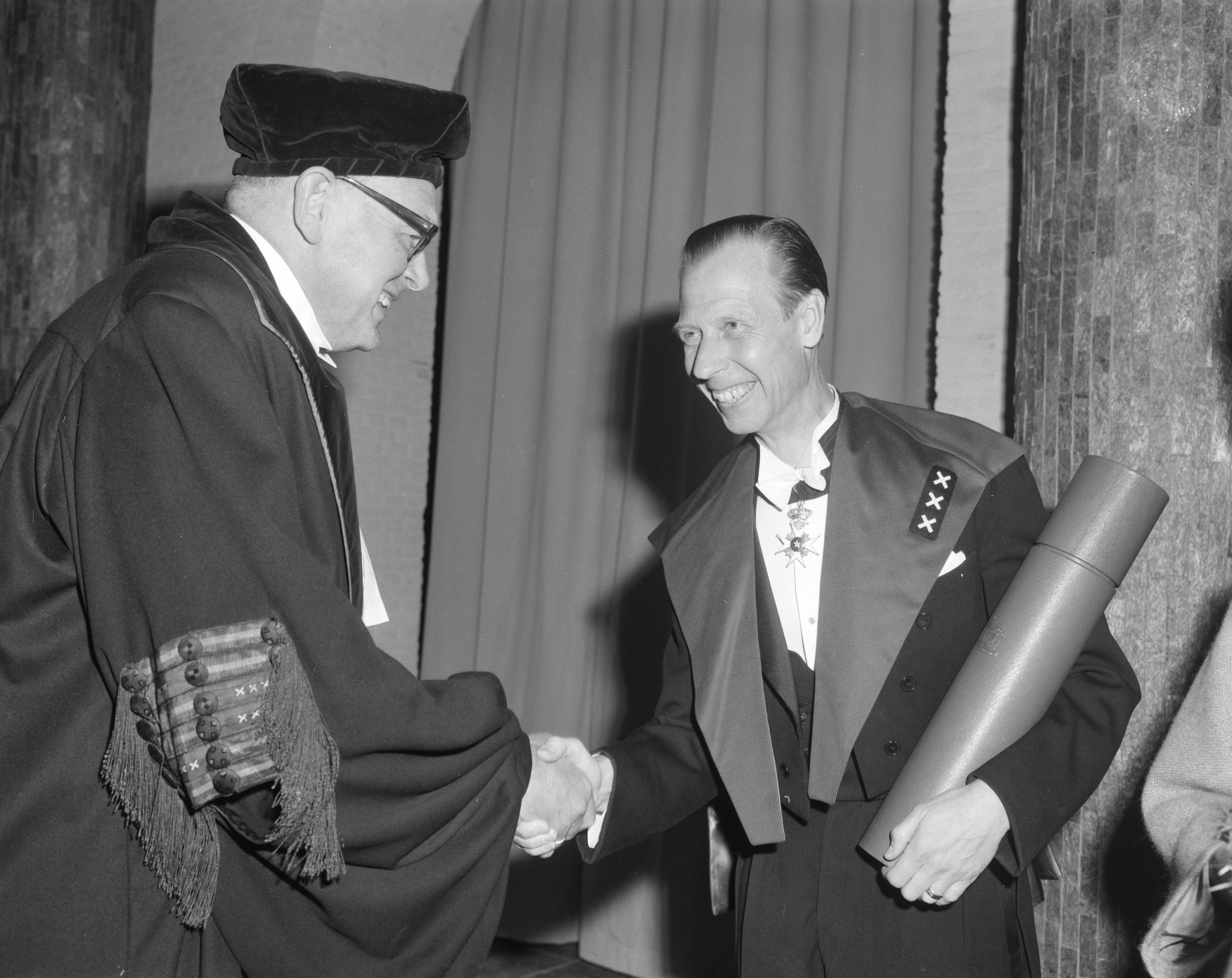
Geo Widengren 1962.

Under lång tid var zoroastrismen bara känd i Sverige genom reseskildringar på europeiska språk och orientalistisk forskning. Riksbibliotekarien och språkforskaren Johannes Bureus (1568-1652) är sannolikt den förste svensken som omnämnt Zarathustra vid namn och tillika jämfört honom med Platon. Det vetenskapliga studiet av Iran, avestiska och fornpersiska började vid svenska universitet under 1700-talet. Den första akademiska studien av zoroastrismen var Matthias Norbergs doktorsavhandling med titeln Dissertatio de Zoroastro Bactriano som publicerades 1799 vid Lunds universitet.
Den förste moderna forskaren i Sverige som intresserade sig för zoroastrismen som en historisk världsreligion var ärkebiskopen och Svenska akademienledamoten Nathan Söderblom. Han disputerade 1901 på en doktorsavhandling i ämnet med titeln La vie future d'apres le Mazdiisme. Han översatte också ett urval av Zarathustras Gathasånger till svenska i Främmande religionsurkunder (1908). Till kända svenska forskare som gjort ingående studier om zoroastrismen hör iranisten och Svenska akademienledamoten H.S. Nyberg och hans elever, sedermera professorerna Geo Widengren, Stig Wikander och Sven S. Hartman. Nyberg ledde på 1920-talet det omtalade ”Gatha-seminariet” vid Uppsala universitet vilket utmynnade i hans bok Irans forntida religioner (1934). Även religionshistorikerna Tord Olsson och Anders Hultgård samt iranisten Ashk Dahlén har publicerat viktig forskning om zoroastrismen.
Den förste zoroastriern som besökt Sverige är förmodligen Rastamji Edulji Dastur Peshotan Sanjana, överstepräst i Bombay. Han hade genom den amerikanske iranisten Abraham Valentine Williams Jackson hört talas om Söderbloms viktiga arbeten om parsernas religion och reste hela vägen från Indien till Stabby prästgård i Uppsala för att träffa honom. Under sitt besök talade Dastur Peshotan Sanjana också i KFUM:s hörsal i Stockholm för en svensk, kristen publik.

Farvahar i det zoroastriska templet i Sollentuna, 2012

## Zoroastrismen i dagens Sverige
Zoroastrismen etablerades som religiöst samfund i Sverige på 1990-talet. Landets första zoroastriska center bildades i Göteborg 1992 under ledning av den iranske mobeden Kamran Jamshidi. Många av Sveriges iranier och kurder samt även vissa azerer, tadzjiker och afghaner identifierar sig med zoroastrismen och det antika Stor-Irans kultur. Omkring 3000 muslimskfödda personer med ursprung i Iran, Turkiet och Irakiska Kurdistan uppskattas ha konverterat till zoroastrism i Sverige.
De mest kända svenska konvertiterna är scenkonstnären Alexander Bard, ambassadören Gautam Bhattacharyya och statsvetaren Trita Parsi. Bard konverterade 1983 i Amsterdam och genomgick en formell invigningsceremoni (navjote) i Göteborg 1997. Han har dock beskrivits som starkt "kontroversiell" då hans tolkning av religionen avviker avsevärt från traditionell zoroastrism och från modern zoroastrisk reformism.
Nordens första zoroastriska tempel öppnades i Sollentuna i juni 2012 och leds av mobed Andaz Hwaize.